# Eriocaulon nautiliforme
Eriocaulon nautiliforme är en gräsväxtart som beskrevs av Paul Lecomte. Eriocaulon nautiliforme ingår i släktet Eriocaulon och familjen Eriocaulaceae. Inga underarter finns listade i Catalogue of Life.